# Partido Suipacha
Suipacha ist ein Partido im Norden der Provinz Buenos Aires in Argentinien. Laut einer Schätzung von 2019 hat der Partido 11.382 Einwohner auf 950 km². Der Verwaltungssitz ist die Ortschaft Suipacha.

## Geografie
Suipacha grenzt im Norden an die Partidos von Carmen de Areco, San Andrés de Giles und Chacabuco, im Osten an Mercedes, im Süden an Navarro und im Westen an Chivilcoy.

## Orte
Suipacha ist in 3 Ortschaften und Städte, sogenannte Localidades, unterteilt.
- Suipacha
- General Rivas
- Román Báez